# طارق الغصين
طارق الغصين (17 يناير 1962 - 11 يونيو 2022) هو فنان تشكيلي كويتي مقيم في دولة الإمارات العربية المتحدة من أصل فلسطيني، اشتهر بأعماله الفوتوغرافية التي تبلورت في البحث عن الهوية، وعلاقة الكائن بالمكان سواء بأبعاده الواقعية أو الافتراضية.

## حياته
ولد طارق طلعت الغصين في الكويت بتاريخ 17 يناير 1962 م، حيث كان والده يعمل صحفيًا ومحررًا ودبلوماسيًا، وكان قد شغل منصب أول سفير لدولة الكويت في واشنطن في فترة ستينيات القرن العشرين. تنقُلت عائلته كثيرًا خلال طفولته بين الكويت والولايات المتحدة الأمريكية والمغرب واليابان. حصل على درجة البكالوريوس في التصوير من جامعة نيويورك، وعلى درجة الماجستير في الفنون الجميلة من جامعة نيومكسيكو. شغل العديد من المناصب خلال حياته المهنية في مجال التصوير والتدريس، وعمل أستاذًا للتصوير الفوتوغرافي في فرع جامعة نيويورك بأبو ظبي.

## أعماله
ظل تصوّر الغصين وتصويره لهويته الفلسطينية ثابتًا في معضم اتجاهاته الفنيه، حيث يعالج قسم كبير من أعماله موضوع تكوين هويته في سياق الحرمان والخسارة، الحرمان لعودته لموطنه الأصلي وخسارة الهوية الفلسطينية في ظل الاحتلال الإسرائيلي.
قد برزت لطارق أعمال فنية عدة عرضت في شتى المعارض والمهرجانات العالمية منها بينالي البندقية وبينالي الشارقة الدولي وبينالي سنغافورة، بالإضافة إلى تواجد أعماله ضمن مجموعاتٍ دائمةٍ في متحف فكتوريا وألبرت في لندن، وفي المتحف الملكي للتصوير في كوبنهاغن والمتحف العربي للفن الحديث في الدوحة ودائرة الفنون في عمان ومؤسسة الشارقة للفنون في الشارقة.

## وفاته
تُوفي طارق الغصين في 11 يونيو/حزيران 2022 ميلاديًا الموافق 12 ذي القعدة 1443 هجريًا، عن عمرٍ ناهز 60 عامًا، وجاءت وفاته في مدينة نيويورك.